# Bilichilda
Bilichilda (zm. jesień 675) – żona frankijskiego króla Childeryka II.
Była córką króla Sigiberta III i jego żony Chimnechildy. W 662 wyszła za swego kuzyna Childeryka II. Małżeństwo to, zawarte wbrew prawu kościelnemu, było krytykowane przez biskupa Leodegariusza z Autun. Została zamordowana wraz ze swoim mężem w 675. W momencie śmierci była w ciąży. Pochowano ją w opactwie Saint-Germain-des-Prés.
Miała dwójkę dzieci: Dagoberta i Chilperyka II.